# Polygala meonantha
Polygala meonantha är en jungfrulinsväxtart som beskrevs av Chod.. Polygala meonantha ingår i släktet jungfrulinssläktet, och familjen jungfrulinsväxter. Inga underarter finns listade i Catalogue of Life.